# Академія ювелірного мистецтва
Навчально-виробничий центр «Академія ювелірного мистецтва» — недержавний професійно-технічний навчальний заклад другого рівня акредитації (Ліцензія Міністерства освіти і науки України АВ № 395505 від 28.03.2008 р.).
Академія є дійсним членом Всеукраїнської організації «Асоціація ювелірів України».
В Академії проводиться навчання за такими професіями:
- ювелір-модельєр
- ювелір-закріпник